# Prensibilitat

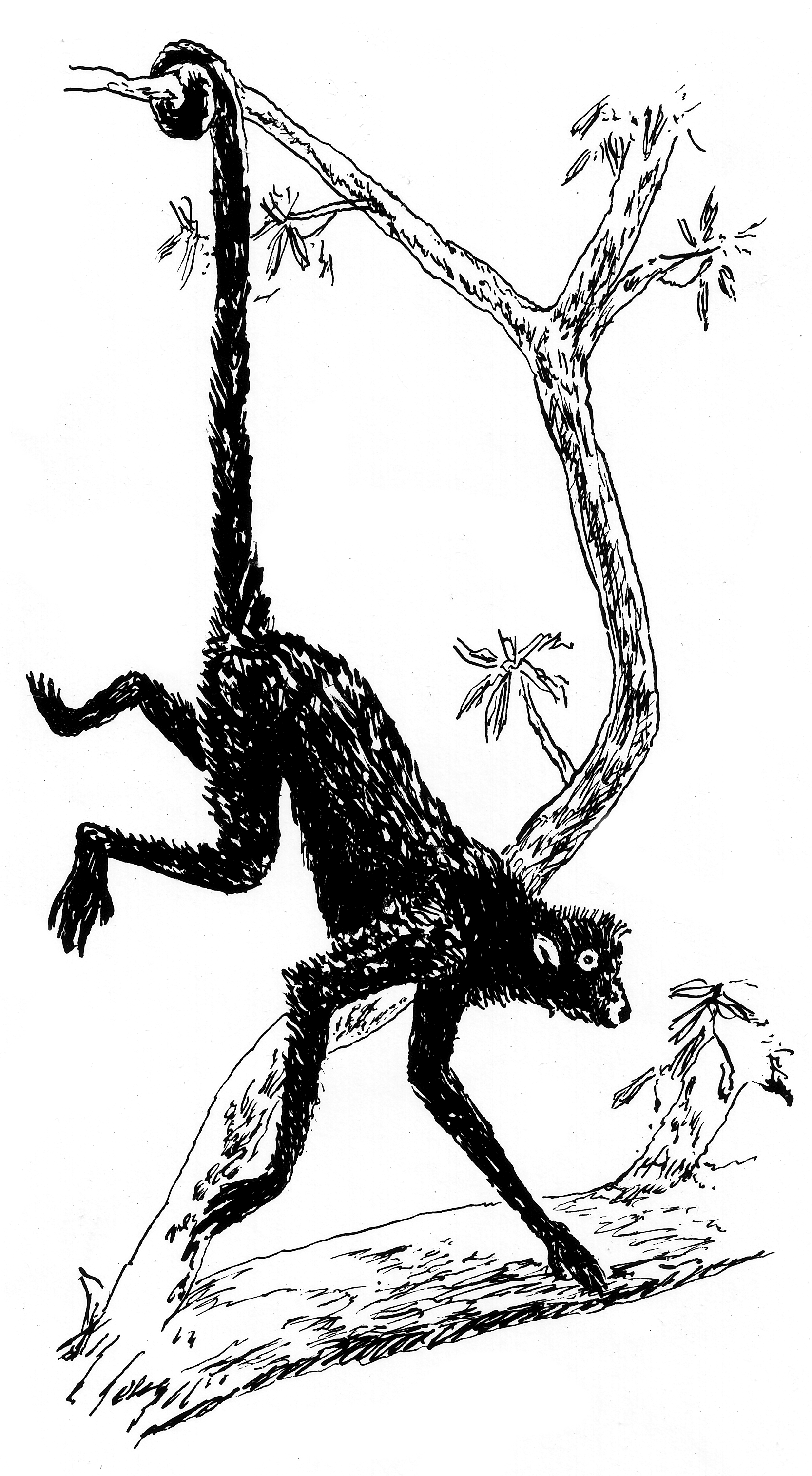
Una cua prènsil.

La prensibilitat és la qualitat d'un òrgan que s'ha adaptat per agafar-se o arrapar-se. El mot deriva del terme llatí prehendere, que significa "agafar". La prensibilitat és una adaptació que ha proporcionat a les espècies que en disposen un gran avantatge natural a l'hora de manipular el medi que les envolta per alimentar-se, excavar i defensar-se. Permet a molts animals, com els primats, utilitzar eines per dur a terme tasques que altrament els resultarien impossibles sense una anatomia molt especialitzada. Els ximpanzés tenen la capacitat d'utilitzar pals per trobar tèrmits i larves en una manera similar a com els humans pesquen. Tanmateix, no tots els òrgans prènsils s'utilitzen per a les eines. La llengua de les girafes, per exemple, s'utilitza per alimentar-se i per rentar-se.Entre els apèndixs que poden ser prènsils hi ha:
- les potes prènsils han evolucionat molts cops en diferents espècies
  - les mans dels primats tenen diferents graus de prensibilitat
  - les urpes dels gats també són prènsils
  - les cues prènsils - molts lacertilis vivents tenen una cua prènsil (dragons, camaleons i una espècie d'escinc. El registre fòssil demostra que les cues prènsils dels lacertilis (simiosaures) es remunten fa molts milions d'anys, al període Triàsic.
- la llengua: En particular, en les girafes
- el nas: En els elefants i els tapirs
- els llavis: En l'esturió groc
- els polzes prènsils: Han evolucionat també en l'espècie humana, facilitant-ne l'ús d'instruments com el Piano, el Contrabaix o tanmateix la bateria. Podem observar-ne un exemple amb els acompanyants d'El Pony Pisador.